# Cebrio algerica
Cebrio algerica is een keversoort uit de familie Cebrionidae. De wetenschappelijke naam van de soort is voor het eerst geldig gepubliceerd in 1911 door Dalla Torre.